# دولت تاراسکان

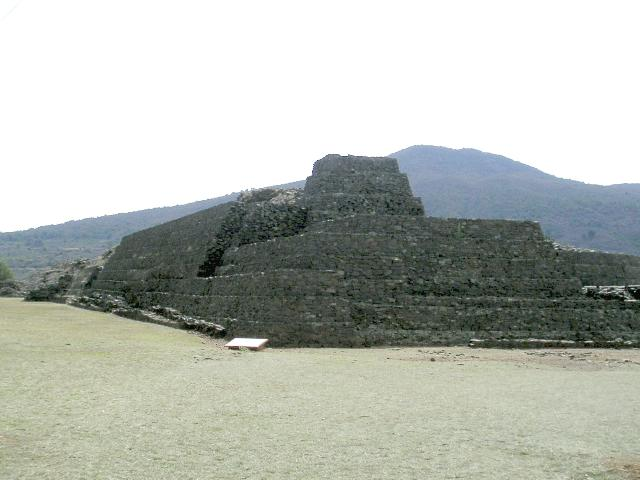
محوطه باستان‌شناسی تزینتزونتزان مرکز حکومتی تاراسکان

دولت تاراسکان از دولت‌های دوران پیشاکلمبی سرخ‌پوستان آمریکای مرکزی بوده که در سده چهاردهم، پانزدهم، ونیمه اول سده شانزدهم میلادی در نواحی جنوب غربی مکزیک امروزی برقرار بود. این دولت در سال ۱۵۲۲ میلادی تحت سلطه اسپانیای نو و هرنان کورتس قرار گرفت و در نهایت، در سال ۱۵۳۰، نظام سیاسی این دولت توسط اسپانیایی‌های مهاجم برچیده‌شد. حدود تحت فرمانروایی این دولت در منطقه امروزی میچوآکان مکزیک قرار داشت. تبار قومی مردم تاراسکان به اقوام چیچیمکا نزدیک بود اما بعد تحت همگون‌سازی‌های انجام شده به‌عنوان بخشی از قوم بزرگ‌تر پئورپچا درآمدند. تا پیش از فتح بدست اسپانیایی‌ها دشمن اصلی این دولت اتحاد سه‌گانه (امپراطوری آزتک) بود که نبردهای فرسایشی و طولانی نیز با ایشان داشتند. در این نبردها تاراسکانی‌ها ضمن دفاع از سرزمین خود به‌خوبی راه نفوذ آزتک‌ها را به سوی سرزمینهای شما‌غرب آن بسته بودند.